# バナジウム結合タンパク質
バナジウム結合タンパク質（バナジウムけつごうタンパクしつ、Vanadium-binding protein）は、1997年にスジキレボヤから初めて発見されたタンパク質である。

## 解説
2003年に遺伝子クローニングが報告され、バナビンVanabinと命名された。Vanabinは18個の保存されたシステイン残基をもつ100アミノ酸前後のタンパク質で、バナジウムを濃縮するホヤのみがもつタンパク質である。
スジキレボヤは6個、カタユウレイボヤは5個のVanabin遺伝子をもつ。カタユウレイボヤのVanabin遺伝子は約8kbのゲノム領域にタンデムリピートの配置をしている。
2005年にVanabin2の立体構造が決定され、18個のシステインが9対のジスルフィド結合を形成することがわかった。
2009年に還元型グルタチオンの存在下においてVanabin2が五価バナジウムを四価に還元する酵素活性をもつことが報告された。NADPHを電子供与体としてチオール・ジスルフィド交換反応が共役するカスケードが提唱された。